# Shorya Mahanot
Shorya Mahanot （2006年10月28日—）是一位自学成才的印度抽象艺术家被称为最年轻的签名风格抽象艺术家，其作品曾在国际艺术博览会上展出。  

## 早期生活
Mahanot 出生于中央邦尼默杰  ，父亲是 Aditya Singh Mahanot 和 Pushpa Mahanot，有两个兄弟姐妹。 他在 Neemuch 的Kendriya Vidyalaya完成了早期教育。 

## 职业
Shorya 于 2011 年在四岁时开始了他的职业生涯，并在孟买泰姬陵皇宫酒店的Chambers Terrace 举办了个展。  2012 年，他首次被印度漫画家R. K. Laxman认可，并受邀在浦那 Laxman's Residence 的现场演示中展示他的抽象画作。    2013 年 3 月，他的作品在美国纽约第 35 届年度艺术博览会上展出 ，他的作品被收录在纽约 Ward-Nasse 画廊的特别策划展览中 ，并于 2017 年与与微软印度在孟买解码的未来。 他的画作还在美国新泽西州的霍尔茨曼画廊展出。   他是 POGO 的 Amazing Kid Award 的获得者。 